# 朱麗葉 (喬治亞州)
朱麗葉（英語：Juliette）是位於美國喬治亞州門羅縣的一個非建制地區。該地的面積和人口皆未知。

## 地理
朱麗葉的座標為33°06′25″N 83°48′00″W / 33.10694°N 83.80000°W，而該地的平均海拔高度為121米（即397英尺）。